# Sint-Pieterskerk (Mâcon)
De Sint-Pieterskerk (Frans: Église Saint-Pierre) aan Place Saint-Pierre is de grootste kerk van Mâcon, een stad gelegen in het Franse departement Saône-et-Loire.
Het is de derde kerk gewijd aan Sint-Pieter in Macôn. De eerste stond in de nabijheid van de oude kathedraal (nu ruïne), gewijd aan Vincentius van Zaragoza. Een tweede Sint-Pieterskerk werd gebouwd in de negentiende eeuw en behoorde toe aan de cordeliers, zoals de franciscanen in Frankrijk werden genoemd. In 1865 werd de huidige kerk gewijd, waardoor de franciscanen hun eigen kerk niet langer hoefden te delen. Op de tympanen boven de ingang worden het laatste oordeel, de Hemelvaart en de kruisiging van Sint-Pieter uitgebeeld.
De kerk, die deel uitmaakt van de parochie Saint-Etienne, is de grootste kerk van de stad. Hij is ruim 75 meter lang, 30 meter breed en de torens zijn 53,5 meter hoog. Het gewelf heeft een hoogte van 18,5 meter.
Te noemen elementen in het interieur zijn een schilderij in het transept door de Franse historieschilder Jean-François de Troy en een bas-reliëf door Antoine Michel Parrache. Het orgel is afkomstig uit de vorige Sint-Pieterskerk, waar het in 1842 was geïnstalleerd.